# Space-Based Infrared System
Lo SBIRS è una Costellazione satellitare americana per la sorveglianza spaziale.

## Caratteristiche
Il sistema a infrarossi basato nello spazio (SBIRS), fornisce sorveglianza spaziale avanzata e allarme missilistico, caratterizzazione dello spazio di battaglia e la raccolta di informazioni tecniche. È lo sviluppo del DSP.
Il sistema include sensori ad infrarosso sui satelliti ospitanti in orbita altamente ellittica (HEO), due sensori ad infrarossi ciascuno su satelliti dedicati in orbita terrestre geosincrona (GEO) e attività terrestri. I sensori HEO rilevano il lancio di missili balistici lanciati da sottomarini (SLBM) dalla regione del Polo Nord e possono essere incaricati di altre missioni di rilevamento nell'infrarosso.
Il sensore ad infrarosso a scansione GEO esegue la missione di allarme missilistico strategico, l'intelligence tecnica globale e la fase iniziale per la missione di difesa missilistica strategica, fornendo due volte il tasso di rivisitazione e tre volte la sensibilità del DSP.
L’USSF ha annunciato l’intenzione di consentire l’uso civile dei dati SBIRS per facilitare la previsione meteorologica, il monitoraggio del ghiaccio artico e il monitoraggio degli incendi. GEO-3 è stato lanciato in orbita il 20 gennaio 2017, dopo ritardi per convalidare le prestazioni del suo motore a propellente liquido. GEO-4 è stato lanciato il 19 gennaio 2018. GEO-5 e GEO-6 sono basati su un veicolo spaziale modernizzato e sono stati lanciati prima del previsto, rispettivamente nel 2021 e nel 2022. Questi satelliti sostituiranno i due più vecchi in orbita e inizieranno a migrare il controllo di terra verso l’Enterprise Ground Service (EGS) di prossima generazione, volto a consolidare il controllo di più sistemi satellitari.
L'USSF ha inoltre assegnato a Raytheon un contratto da 197 milioni di dollari nel 2020 per modernizzare l'elaborazione dei dati terrestri. L'USAF ha cancellato gli ultimi due satelliti GEO e sta spostando fondi per sviluppare il sistema OPIR (Overhead Persistent Infrared) di prossima generazione.
OPIR è il programma satellitare più ambizioso, con un totale di 2,3 miliardi di dollari per l’anno fiscale 21. La costellazione comprenderà tre satelliti GEO e due sensori polari HEO. La consegna del primo satellite è prevista entro il 2027, mentre l'IOC è previsto per il 2029.
Il sistema è gestito dal 11th Space Warning Squadron, Space Delta 4, situato presso la Buckley Space Force Base, in Colorado.

## Sistemi Esistenti[1]
- SBIRS-GEO 1 - Lanciato nel 2011, in orbita ed in riserva.
- SBIRS-GEO 2 - Lanciato nel 2013, in orbita ed in riserva.
- SBIRS-GEO 3 - Lanciato nel 2017, in orbita ed operativo.
- SBIRS-GEO 4 - Lanciato nel 2018, in orbita ed operativo.
- SBIRS-GEO 5 - Lanciato nel 2021, in orbita ed operativo.
- SBIRS-GEO 6 - Lanciato nel 2022, in orbita ed operativo.
- SBIRS-HEO 1 - Lanciato nel 2006 ed ospitato come carico pagante nel satellite Trumpet 4, in orbita ed in riserva.
- SBIRS-HEO 2 - Lanciato nel 2008 ed ospitato come carico pagante nel satellite Trumpet 5, in orbita ed in riserva.
- SBIRS-HEO 3 - Lanciato nel 2014 ed ospitato come carico pagante nel satellite Trumpet 6, in orbita ed operativo.
- SBIRS-HEO 4 - Lanciato nel 2017 ed ospitato come carico pagante nel satellite Trumpet 7, in orbita ed operativo.